# LIVE 8

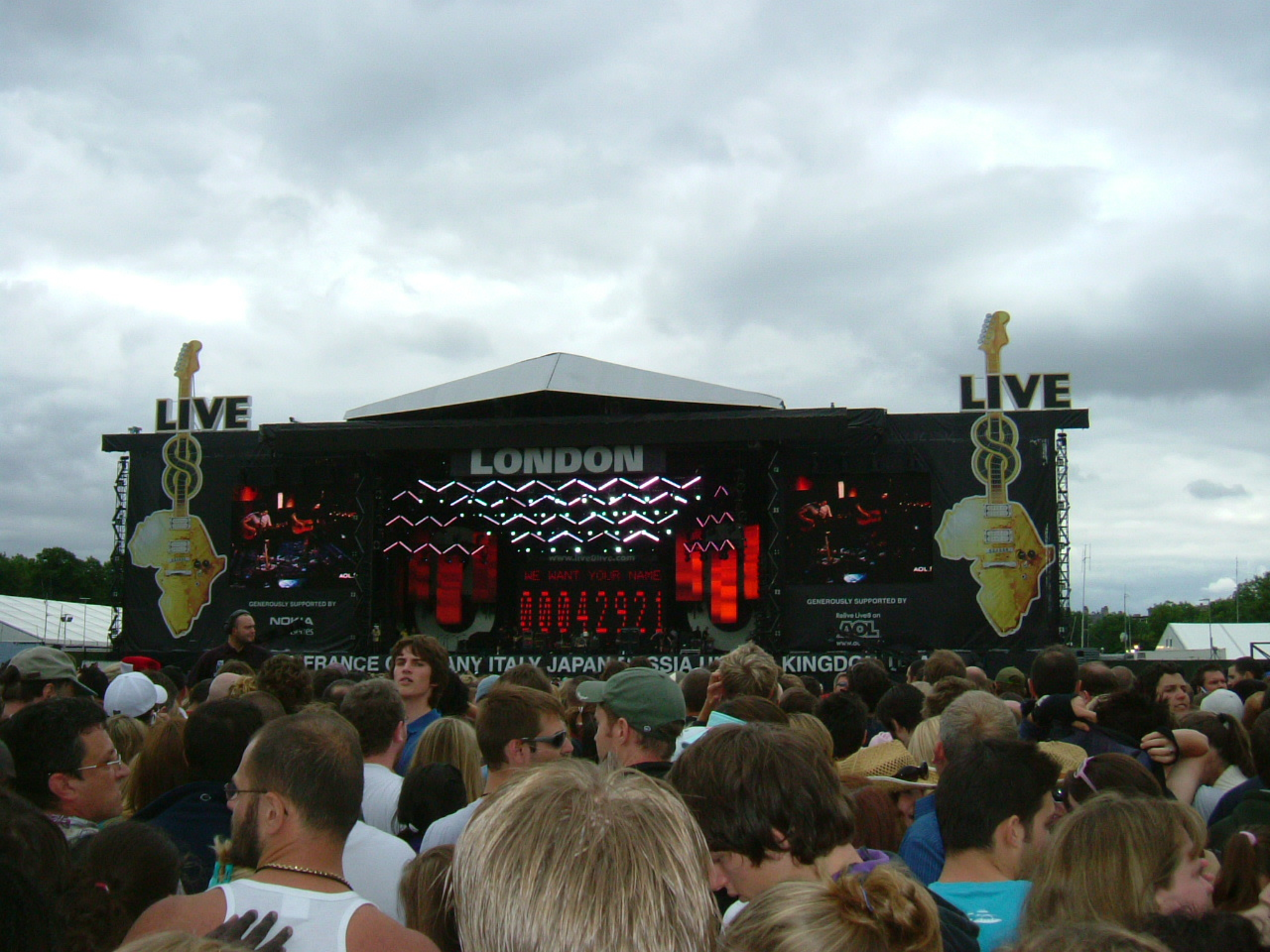
ロンドンのハイドパークで行われたLIVE 8の風景

LIVE 8（ライブ エイト）は、2005年7月2日に世界中で同時に行われた、チャリティー・コンサートである。
2005年7月6日からのG8首脳会議に向けて、アフリカ支援を訴え、貧困にあえぐ人々に対する債務の帳消、支援金額の倍増、公正な貿易ルールの実現を求め、開催された。各都市で何百万もの観客が詰めかけた。
東京とロンドン、フィラデルフィア、パリ、ローマ、ベルリン、トロント、ヨハネスブルグ、エディンバラ、モスクワの8都市で行なわれた。
1985年に行われた「ライブエイド」と同じく、アイルランドの歌手ボブ・ゲルドフが提唱した。

## LIVE 8 JAPAN
- 日時 ： 2005年7月2日（土）午後2時 開演 （時差の関係で最も早いスタート）
- 会場 ： 幕張メッセ国際展示場ホール8
- 出演 ： ビョーク、Def Tech、Do As Infinity、DREAMS COME TRUE、グッド・シャーロット、RIZE、マクフライ
- 観客 ： 約10,000人（招待券申し込みチャリティー募金者の中から抽選で1万名に当日入場券を配布）

## LIVE 8 Moscow
- 日時 : 2005年7月2日（土）午後5時6分 開演（時差の関係で日本とヨハネスブルグとエデン・プロジェクト次にロンドンと同時スタート）最終組スタート午後9時26分
- 会場 : モスクワ赤の広場特設ステージ
- 出演 : Agatha Christie(1番手) 、BI-2、Bravo、Dolphin、Douglas Vale 、Jungo、Linda、Moralny codex、Red Elvises、Splean、Garik Sukachev、Valery Sutkin、Aliona Sviridova、ペット・ショップ・ボーイズ(大トリでアンコールのIt's a Sin(ステージ最初の曲)含めてモスクワ会場最多11曲)
- 観客 : 約30,000人（入りきれなかった観客は特設ステージ近くにパブリックビューイング会場）

## LIVE 8 Eden Project
- 日時 : 2005年7月2日（土）午後1時 開演(野外ステージ)終了午後11:00、午後1時20分開演(バイオーム)　終了午後10:00（時差の関係でヨハネスブルグ会場終了と同時にスタート）
- 会場 : コーンウォールエデン・プロジェクト野外ステージ、バイオーム
- 出演(野外ステージ) : オープニングセレモニー司会ピーター・ガブリエル・ジョニー・カリシー、Ayub Ogada & Uno、Mariza、Thomas Mapfumo & The Blacks Unlimited、Coco Mbassi、Modou Diouf & O Fogum、ユッスー・ンドゥールWith Le Super Étoile de Dakar、ダイド(ユッスーとのデュエットで終了後はパリに移動)、Geoffrey Oryema、アンジェリーク・キジョー、Tinariwen、Kanda Bongo Man、ダーラ・J(午後10時スタートで野外ステージとバイオーム全ステージの大トリ)、午後10:40~午後11:00グランドフィナーレ
- 出演(バイオームステージ) : Chartwell Dutiro(バイオーム会場オープニングセレモニー司会)、Maryam Mursal(トップバッターで1部・2部構成エデン・プロジェクト会場最多40分)、Shikisha、Siyaya、Emmanuel Jal、Coco Mbassi、Ayub Ogada、Chartwell Dutiro、Frititi、Akim El Sikameya
- 観客 : 225,000人

## LIVE 8 London
- 日時 : 2005年7月2日（土）午後2時 開演　最終組スタート2005年7月3日(日)午前0時
- 会場 : ロンドンハイド・パーク（時差の関係で日本、ヨハネスブルグ、エデン・プロジェクトの次にモスクワと同時スタート）
- 出演 : ボブ・ゲルドフ(ホストと6、17、23番手に登場でU2と同時トップバッター)、ポール・マッカートニー(トップバッター、大トリ45番手)、U2(ボブ・ゲルドフとトップバッター)、コールドプレイ、デヴィッド・ウォリアムス、エルトン・ジョン、ビル・ゲイツ(最初のスペシャルゲスト)、ダイド、ユッスー・ンドゥール、ステレオフォニックス、リッキー・ジャーヴェイス、R.E.M.、コフィー・アナン(2人目のスペシャルゲスト)、Ms. Dynamite、キーン、ウィル・スミス(3人目のスペシャルゲスト、フィラデルフィアフィラデルフィア美術館野外特設ステージから衛星中継で出演)、トラヴィス、ブラット・ピット(4人目のスペシャルゲスト)、アニー・レノックス、UB40、スヌープ・ドッグ、レイザーライト、マドンナ、スノウ・パトロール、ザ・キラーズ、ジョス・ストーン、シザー・シスターズ、ヴェルヴェット・リヴォルヴァー、Lenny Henry(5人目のスペシャルゲスト)、スティング、Dawn French(6人目のスペシャルゲスト)、マライア・キャリー、デビッド・ベッカム(7人目で最後のスペシャルゲスト)、ロビー・ウィリアムズ、Peter Kay、ザ・フー、ピンク・フロイド
- 観客 : 200,000人

## LIVE 8 Paris
- 日時 : 2005年7月2日（土）午後4時35分 開演　最終組スタート午後10時14分
- 会場 : パリヴェルサイユ宮殿特設ステージ（時差の関係で日本、ヨハネスブルグ、エデン・プロジェクト、ロンドンとモスクワ会場より2時間30分遅くスタート）
- 出演 : Laurent Boyer(最初のスペシャルゲスト)、Passi、Faudel、Magic System、アルファ・ブロンディ 、ティナ・アリーナ&クレイグ・デイヴィッド、ミューズ、ウィル・スミス(2人目のスペシャルゲスト、フィラデルフィアフィラデルフィア美術館野外特設ステージから衛星中継で出演)、KYO、M Pokora、アンドレア・ボチェッリ、Diam's & Amel Bent、Raphael、シャキーラ、ヤニック・ノア、Tina Arena、Raphael、Diam's、Calogero、Solidarite Sida(3人目のスペシャルゲスト)、Amel Bent、Craig David、David Hallyday、Louis Bertignac、Cerrone&ナイル・ロジャース、Axelle Red、Florent Pagny、プラシーボ、ズッケロ、ザ・キュアー、ユッスー・ンドゥールWithダイド(大トリ終了後はロンドンに移動最多3会場に登場)
- 観客 : 66,500人

## LIVE 8 Berlin
- 日時 : 2005年7月2日（土）午後1時3分 開演　最終組スタート午後7時27分(エデン・プロジェクト、ロンドン・モスクワ同時スタートより早くスタート)
- 会場 : ベルリン戦勝記念塔,ティーアガルテン
- 出演 : Anne Will(キャスター、ベルリン会場総合司会)、Michael Mittermeier(総合司会)、Die Toten Hosen(トップバッター)、Wir sind Helden、Söhne Mannheims、キャサリン・ジェンキンス、Bap、オーディオスレイヴ、グリーン・デイ、Juli、クラウディア・シファー、Silbermond、クリス・デ・バー、ブライアン・ウィルソン、Renee Olstead、Sasha、a-ha、ダニエル・パウター、Joana Zimmer、Juan Diego Flórez、Reamonn、ロキシー・ミュージック、フェイスレス、ヘルベルト・グレーネマイヤー、Otto Waalkes
- 観客 : 200,000人

## LIVE 8 Rome
- 日時 : 2005年7月2日（土）午後2時 開演 最終組スタート午後10時6分(エデン・プロジェクト、ロンドン・モスクワ同時スタートより1時間早くスタート)
- 会場 : ローマチルコ・マッシモ特設野外ステージ
- 出演 : ズッケロ(トップバッターで終了後パリ会場に移動)、デュラン・デュラン、Elisa、Negrita、Negramaro、Tim McGraw、フェイス・ヒル、Planet Funk、Le Vibrazioni、イレーネ・グランディ、Tiromancino、Max Pezzali、Alex Britti、Cesare Cremonini、Nek、Piero Pelù、Jane Alexander(最初のスペシャルゲスト)、Biagio Antonacci、Fiorella Mannoia、Luciano Ligabue、Jovanotti、ラウラ・パウジーニ、Claudio Baglioni、Paola Cortellesi(2人目のスペシャルゲスト)、Mayor of Lampedusa、(3人目で最終組のスペシャルゲスト)、Renato Zero、Antonello Venditti、Achinoam Nini、Giuseppe Povia、Velvet、Mauro Pagani、アルティコロ・トレントゥーノ、Gemelli Diversi、Pino Daniele、Francesco De Gregori
- 観客 : 500,000人

## LIVE 8 Philadelphia
- 日時 : 2005年7月2日（土）午後4時49分 開演 最終組スタート午後11時20分(エデン・プロジェクト、ローマ、ロンドン・モスクワ同時スタートより5時間遅くスタート)
- 会場 : フィラデルフィアフィラデルフィア美術館特設野外ステージ(道路も一部通行止めにしてステージ幅は野外ステージ会場では最大)
- 出演 : カイザー・チーフス(トップバッター)、ウィル・スミス(ホスト、ロンドンとパリ会場は衛星中継でゲスト出演、6番手に登場)、ブラック・アイド・ピーズ、ドン・チードル(最初のスペシャルゲスト)、ボン・ジョヴィ、クリス・タッカー(2人目のスペシャルゲスト)、デスティニーズ・チャイルド、Don Cheadle(3人目のスペシャルゲスト)、カニエ・ウェスト、ジミー・スミッツ(4人目のスペシャルゲスト)、DJ Jazzy Jeff(ウィル・スミスとコラボ)、Dhani Jones(5人目のスペシャルゲスト)、Toby Keith、ナタリー・ポートマン(6人目のスペシャルゲスト)、Dave Matthews Band、アリシア・キーズ、Black Ice(メッセージゲスト)、ジェニファー・コネリー(7人目のスペシャルゲスト)、リンキン・パーク、ジェイ・Z(リンキン・パークとコラボ)、DJ Green Lantern、デフ・レパード、Kami(エイズ啓発のプレゼンターで特別ゲスト)、Jars of Clay、Lemon Andersen(2人目のメッセージゲスト)、サラ・マクラクラン、マルーン5、ナオミ・ワッツ(8人目のスペシャルゲスト)、キース・アーバン、Jimmy Smits(9人目のスペシャルゲスト)、ロブ・トーマス、リチャード・ギア(10人目のスペシャルゲスト)、スティーヴィー・ワンダー
- 観客 : 800,000人(LIVE 8の会場の中では最多入場数)

## LIVE 8 Toronto
- 日時 : 2005年7月2日（土）午後4時 開演 最終組スタート2005年7月3日午前0時49分(エデン・プロジェクト、ローマ、ロンドン・モスクワ同時スタート、フィラデルフィアと同時スタート)
- 会場 : トロント近郊バリーパークパレス内特設野外ステージ
- 出演 : ダン・エイクロイド&トム・グリーン(トロント会場総合司会、ホスト)、トム・コクラン、Sam Roberts、ブライアン・アダムス、DobaCaracol、シンプル・プラン、Bruce Cockburn、Les Trois Accords、Randy Bachman & The Carpet Frogs、ディープ・パープル、African Guitar Summit、Great Big Sea、セリーヌ・ディオン、Blue Rodeo、Gordon Lightfoot、アワ・レディ・ピース、ジェット、Jann Arden、モトリー・クルー、The Tragically Hip、Darryl McDaniels、ベアネイキッド・レディース、ニール・ヤング
- 観客 : 150,000人

## LIVE 8 Johannesburg
- 日時 : 2005年7月2日（土）午前11時 開演 最終組スタート午後4時(時差の関係で日本の次にスタート)
- 会場 : ヨハネスブルグメアリー・フィッツ・ジェラルド広場特設野外ステージ
- 出演 : ネルソン・マンデラ(開催記念スピーチ)、ジャブ・クハニール(トップバッターで11時25分スタート)、Lindiwe、ラッキー・デューベ、Mahotella Queens、Malaika、Orchestra Baobab、Oumou Sangaré、Zola、Vusi Mahlasela
- 観客 : 10,000人

## Live 8 Scotland-The Final Push
- 日時 : 2005年7月6日（水）午後2時開演
- 会場 : スコットランドエディンバラマレーフィールド・スタジアム
- 出演 : Lenny Henry(ホスト)、ザ・プロクレイマーズ、ジェイミー・カラム、ナターシャ・ベディングフィールド、Wet Wet Wet、Davina McCall(最初のスペシャルゲスト)、Peter Kay、マクフライ、エディー・イザード(2人目のスペシャルゲストと11・16番手に登場)、1 Giant LeapWithウィル・ヤング・Maxi Jazz・ネナ・チェリー・Geoffrey OryemaAndMahotella Queens、シュガーベイブス、ボノ(U2、3人目のスペシャルゲスト)、ネルソン・マンデラ(4人目のスペシャルゲスト、音声のみの出演)、ジョージ・クルーニー(5人目のスペシャルゲスト)、アニー・レノックス、Coumi Nidu(6人目のスペシャルゲスト)、スーザン・サランドン(7人目のスペシャルゲスト)、ボブ・ゲルドフandCampino、The Thrills、クラウディア・シファー、ヘルベルト・グレーネマイヤー、ミッジ・ユーロWithエディー・イザードtoTroy Donockley、Chris Evans、フィーダー、ワンガリ・マータイ(8人目のスペシャルゲスト)、ユッスー・ンドゥールWithネナ・チェリー、エンブレイス、ビヴァリー・ナイト、テキサス、キャサリン・ジェンキンス、スノウ・パトロール、ローナン・キーティング、トラヴィス、ザ・コアーズ、ジェームス・ブラウン
- 観客 : 50,000人(限定ライブ)

### テレビ放送
- 7月10日…フジテレビ（関東地区）でダイジェスト版を放送
- 7月31日…関西テレビ（関西地区）でダイジェスト版を放送
- 8月13日…フジテレビ721で放送